# كلير فولر
كلير فولر (بالإنجليزية: Claire Fuller)‏ (9 فبراير 1967، أكسفوردشير في المملكة المتحدة)؛ روائية بريطانية.